# Malabar (volcan)
Pour les articles homonymes, voir Malabar.
Le Malabar, en indonésien Gunung Malabar, est un stratovolcan d'Indonésie situé dans l'Ouest de Java, au sud de la ville de Bandung.